# صخر مصطبي

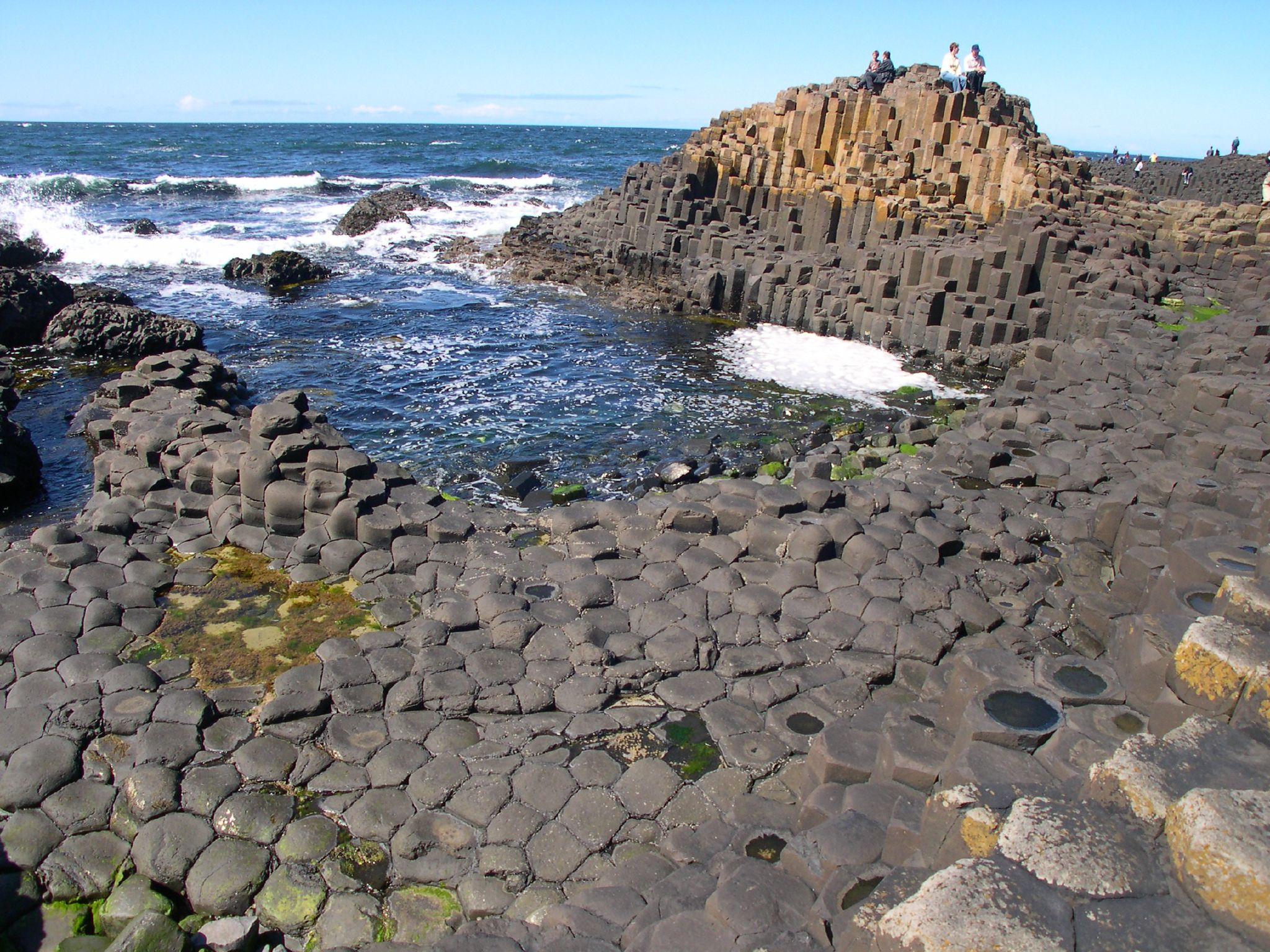
صخر مصطبي يُكَوّن تشكيلات مميزة في ممر العمالقة في أيرلندا الشمالية

صخر مصطبي (Trap Rock أو Trapp Rock) هو صخر ناري داكن اللون لاجرانيتي استرسابي أو نابط، أنواع الصخر المصطبي تتضمن البازلت والبيريدوتيت والديابيز والجابرو، المصطبة تُستخدم أيضًا للإشارة إلى هضاب بازلت الفيضانات، مثل مصاطب ديكان ومصاطب سيبيريا، تعرية الصخر المصطبي تتكون من خلال التراص المتوالي للحمم والتدفقات غالبًا ما تخلق منظر طبيعي متميز على هيئة أدراج حيث تم اشتقاق مصطلح Trap من الكلمة السويدية trappa والتي تعني درج.
التبريد البطيء للصهارة أحيانًا يخلق كسور عمودية منتظمة داخل الطبقة الناشئة في الصخر المصطبي، هذه الكسور غالبًا ما تشكل أعمدة صخرية عادة ما تكون سداسية الأضلاع، ولكنها تكون أيضًا من أربعة إلى ثمانية جوانب.